# Southside House
Southside House est une maison du XVIIe siècle située sur le côté sud de Wimbledon Common, près de Londres (Royaume-Uni).
La maison a été construite pour Robert Pennington, qui avait partagé l'exil aux Pays-Bas de Charles II. En 1687 après que son fils fut mort de la peste bubonique, Pennington quitta Londres pour Holme Farm, à Wimbledon, qui était à cette époque un village à plusieurs miles de la capitale. Pennington demanda à des architectes néerlandais de construire la maison, en intégrant dans leur conception une ferme qui existait déjà. Deux niches, situées de chaque côté de la porte d'entrée, contiennent des statues de l'Abondance et du Printemps, on suppose qu'elles ont été faites à la ressemblance de la femme et de la fille de Pennington.
À l'intérieur, la maison contient de nombreux exemples de meubles du XVIIe siècle, et des souvenirs en relation avec la famille Pennington. La salle de musique a été préparée pour un spectacle offert à Frederick, prince de Galles, qui l'a visitée en 1750. Parmi les visiteurs qui lui ont succédé on trouve Sir William Hamilton et Lady Emma Hamilton avec Lord Nelson. Lord Byron a discuté dans les jardins avec son éditeur, John Murray (deuxième du nom) et, quelques générations plus tard, Axel Munthe a discuté dans le même jardin avec son éditeur, John Murray (quatrième ou cinquième du nom).
Après la famille Pennington-Mellor, la maison est devenue finalement la propriété de Malcolm Munthe, le fils de Hilda Pennington-Mellor et d'Axel Munthe. Pendant la Seconde Guerre mondiale Southside House a été endommagée, et Malcolm Munthe a passé une grande partie de sa vie à faire restaurer la maison, ainsi qu'une autre propriété familiale, Hellens Manor, pour en faire des joyaux historiques.
De nos jours, Southside House est toujours administrée par les descendants de Robert Pennington, elle sert en partie de résidence, mais aussi de musée, administré par le Pennington-Mellor Munthe-Charity Trust ; elle accueille des groupes touristiques aussi bien que des manifestations culturelles comme des conférences, des concerts, et des réunions littéraires.

## Sources
- (en) Cet article est partiellement ou en totalité issu de l’article de Wikipédia en anglais intitulé « Southside House » (voir la liste des auteurs).